# MPEG-2
MPEG-2 là một tiêu chuẩn mã hóa nén(thường được gọi tắt là chuẩn nén)trong bộ tiêu chuẩn MPEG dùng để mã hóa luồng dữ liệu hình có kết hợp với các thông tin về âm thanh. Đây là một phương thức mã hóa dữ liệu có tổn hao cho phép lưu trữ và truyền phim ảnh trên nền hệ thống và băng thông hiện thời.

## Phạm vi ứng dụng
Phiên bản trước của MPEG-2 là MPEG-1. MPEG-1 được thiết kế để truyền và lưu trữ các nội dung phim ảnh có độ phân giải trung bình (576x724 điểm ảnh).
Khi các mạng truyền hình số mặt đất, cáp, số vệ tinh phát triển thì cần một chuẩn nén mới. Sau đây là danh sách các khu vực sử dụng MPEG-2:
- Truyền hình số mặt đất (digital terrestrial television)
- Truyền hình cáp
- Truyền hình số vệ tinh (DTH)
- Định dạng DVD. Các đĩa DVD dùng để chứa phim ảnh đã áp dụng chuẩn nén MPEG-2

## Đặc tính
MPEG-2 hỗ trợ mã nén luồng âm thanh 4 kênh (stereo) mà chuẩn MPEG-1 không có.
MPEG-2 mã hóa video với tốc độ dày ken (interlaced video) với hơn 4 triệu bit/giây. MPEG-2 cho video có độ phân giải 720x480 pixel và 1280x720 pixel với tốc độ 60fps và âm thanh đạt chất lượng AudioCD. Chuẩn này có thể nén một bộ phim dài 2 giờ thành một file có dung lượng vài GB. 

## Liên kết
- A Beginners Guide for MPEG-2 Standard
- MPEG-2 Overview (figures are lost)
- MPEG-2 video compression Lưu trữ ngày 2 tháng 9 năm 2006 tại Wayback Machine
- MIT 6.344 – Slides from lectures on video compression at MIT.
- A Discrete Cosine Transform tutorial Lưu trữ ngày 28 tháng 5 năm 2008 tại Wayback Machine
- IPTV MPEG and Quality of Experience Testing Lưu trữ ngày 9 tháng 3 năm 2008 tại Wayback Machine
- OpenIPMP: Open Source DRM Project for MPEG-2
- ISO/IEC 13818 – MPEG-2 at the ISO Store.
- MPEG Books Lưu trữ ngày 26 tháng 9 năm 2009 tại Wayback Machine - A list of MPEG reference books.